# Audi V8 quattro DTM

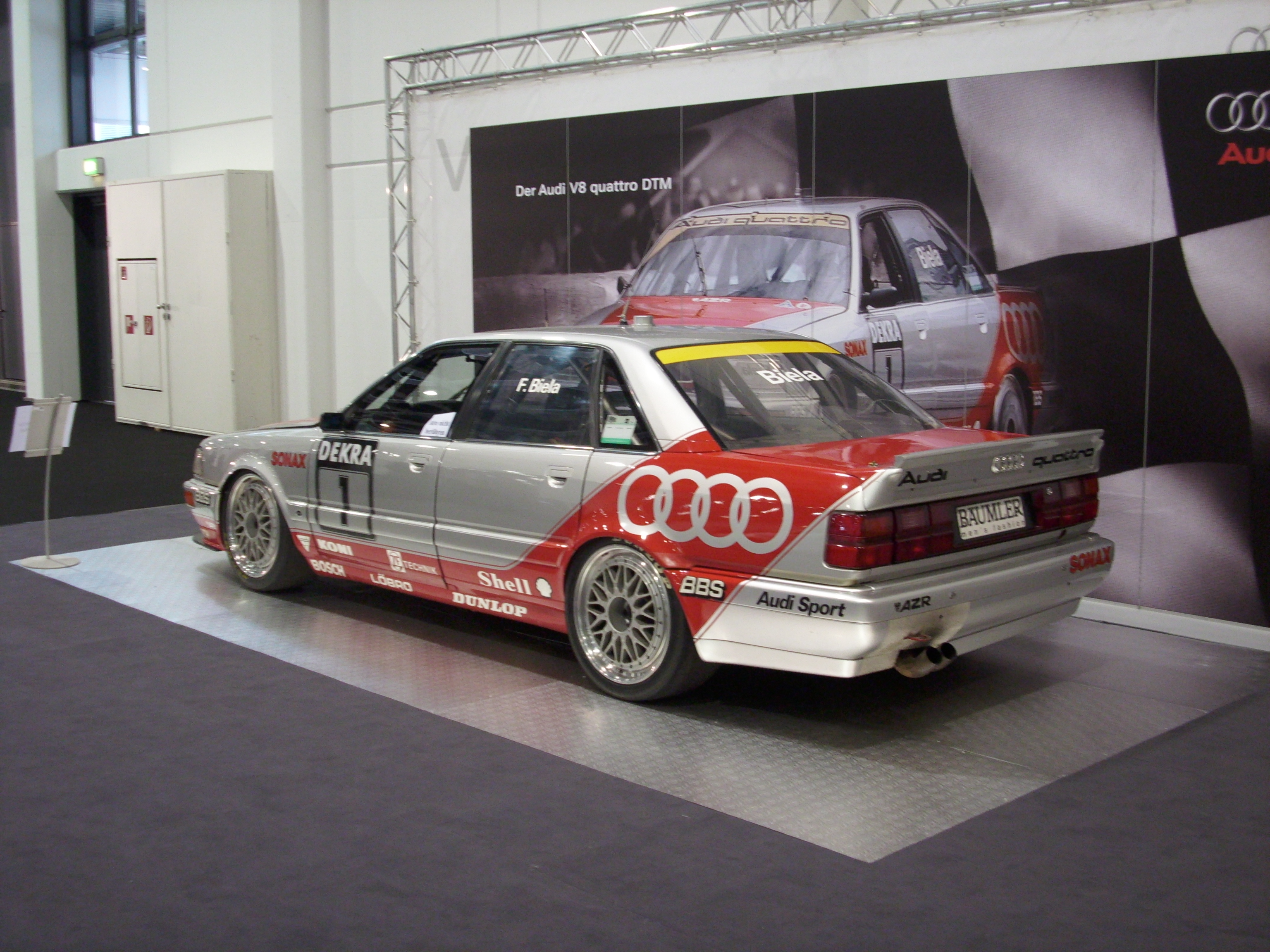
Audi V8 quattro DTM

L'Audi V8 quattro DTM è una vettura da competizione realizzata dall'Audi sulla base dell'omonimo modello di serie, che fu utilizzata dal 1990 al 1992 nel campionato tedesco di vetture turismo. Dopo i successi nel Campionato del mondo rally e negli Stati Uniti nella serie Trans-Am e nella IMSA-GTO, l'Audi ha voluto dimostrare i vantaggi della trazione integrale permanente nel 1990 sul suolo nazionale. L'Audi ha corso in concorrenza con gli altri due produttori tedeschi premium, BMW e Mercedes-Benz.

## Tecnica
Il motore della V8 quattro DTM è basato sul motore a V a 8 cilindri con cilindrata di 3,6 litri della versione di serie. All'inizio della stagione 1990 sviluppava circa 420 CV ed è stato costantemente sviluppato nel tempo. Nell'ultima gara del 1992 raggiunse la potenza massima di ben 462 CV. La trasmissione era assicurata tramite un cambio manuale a 6 marce e come nella serie, la trazione era integrale permanente quattro.

## Carrozzeria
Nel 1990, nel primo anno del suo coinvolgimento nel DTM, il veicolo è stato omologato secondo le norme del gruppo A, il che significa che l'aspetto del veicolo rimase pressoché invariato. A causa dei problemi aerodinamici riscontrati durante i test sul circuito AVUS, nel 1991 l'Audi introdusse un modello evolutivo con spoiler scorrevoli. Questi spoiler sono stati realizzati per incrementare di molto il carico aerodinamico. All'interno, il cruscotto e i pannelli delle porte della versione di serie dovevano essere preservati. Il peso minimo variò ripetutamente negli anni tra 1220 e 1300 kg. La V8 quattro arrivò anche a pesare 320 kg in più rispetto alle concorrenti Mercedes 190E 2.5-16 Evo 2 e BMW M3 Sport Evolution.

## Stagione 1990
Quando Audi annunciò che avrebbe gareggiato nel DTM nel 1990, la scelta del veicolo fece scalpore. Quasi nessuno si aspettava una berlina di lusso nel DTM. Poiché i motori turbo furono vietati dal 1990, non è stato possibile ricorrere al collaudato motore turbo a cinque cilindri da competizione. Di conseguenza, Audi non è stata in grado di competere con l'Audi 90 quattro, che era già stata utilizzata con successo nelle competizioni.
I veicoli per la stagione 1990 furono preparati dalla Konrad Motorsport. All'inizio della stagione fu utilizzato un solo veicolo, guidato da Hans-Joachim Stuck. Stuck riuscì a salire sul podio nella seconda gara di Zolder nel primo weekend di gara. All'AVUS riuscì a vincere entrambe le gare. Nell'ultimo weekend di campionato a Hockenheimring, vi erano altri quattro piloti oltre a Stuck che avevano la possibilità di vincere il titolo. L'Audi ingaggiò quindi per le ultime gare Frank Jelinski, che grazie a due secondi posti giocò un ruolo essenziale nella lotta per il titolo. Con due vittorie in entrambe le gare, l'Audi si assicurò il campionato con Hans-Joachim Stuck. L'Audi V8 quattro DTM così vinse il titolo al debutto.

### Risultati
| Data       | Circuito                     | Giri  | Hans-Joachim Stuck  | Walter Röhrl      | Frank Jelinski    |
| ---------- | ---------------------------- | ----- | ------------------- | ----------------- | ----------------- |
| 01.04.1990 | Zolder (B)                   | 24 24 | 14. posto 3. posto  |                   |                   |
| 08.04.1990 | Hockenheimring (D)           | 15 15 | 6. posto 2. posto   |                   |                   |
| 22.04.1990 | Nürburgring (D)              | 22 22 | guasto 16. posto    |                   |                   |
| 06.05.1990 | AVUS (D)                     | 19 21 | 1. posto 1. posto   |                   |                   |
| 20.05.1990 | Flugplatz Mainz-Finthen (D)  | 45 45 | 15. posto 20. posto |                   |                   |
| 03.06.1990 | Fliegerhorst Wunstorf (D)    | 20 20 | 1. posto 1. posto   |                   |                   |
| 16.06.1990 | Nürburgring-Nordschleife (D) | 4 4   | guasto 11. posto    |                   |                   |
| 01.07.1990 | Norisring (D)                | 44 44 | 1. posto 3. posto   | 2. posto 5. posto |                   |
| 05.08.1990 | Fliegerhorst Diepholz (D)    | 38 38 | 14. posto 8. posto  | 9. posto guasto   |                   |
| 02.09.1990 | Nürburgring (D)              | 22 22 | 11. posto 10. posto | 8. posto 1. posto |                   |
| 14.10.1990 | Hockenheimring (D)           | 13 15 | 1. posto 1. posto   | 3. posto 3. posto | 2. posto 2. posto |

### Campionato piloti
| Pl. | Pilota                      | Auto                      | Punti |
| --- | --------------------------- | ------------------------- | ----- |
| 1.  | Germania Hans-Joachim Stuck | Audi V8 quattro DTM       | 189   |
| 2.  | Venezuela Johnny Cecotto    | BMW M3 Sport Evolution    | 177   |
| 3.  | Danimarca Kurt Thiim        | Mercedes 190E 2.5-16 Evo2 | 162   |
| 4.  | Regno Unito Steve Soper     | BMW M3 Sport Evolution    | 152   |
| 5.  | Germania Klaus Ludwig       | Mercedes 190E 2.5-16 Evo2 | 140   |
| 11. | Germania Walter Röhrl       | Audi V8 quattro DTM       | 72    |
| 18. | Germania Frank Jelinski     | Audi V8 quattro DTM       | 30    |

## Stagione 1991
Per la stagione 1991 l'Audi corre di nuovo con la V8 quattro DTM. Hans-Joachim Stuck e il giovane pilota Hubert Haupt guidano per il team Konrad Motorsport (SMS), Frank Biela e Frank Jelinski corrono invece per il nuovo team Audi Center Reutlingen (AZR). Le nuove V8 quattro presentavano nuovi spoiler anteriori e posteriori. Per tutto il campionato ci fu una lotta per il titolo tra Stuck e Biela. L'ultimo weekend di gara a Hockenheim, i due erano separati solo pochi punti. Walter Röhrl, sostituendo Hubert Haupt, è stato nuovamente impegnato per questo fine settimana di gara. Stuck nella prima manche, a causa di un problema al sensore di velocità, fu tagliato fuori dalla lotta per il titolo. Frank Biela vinse entrambe le gare e di conseguenza anche il campionato.

### Risultati
| Data       | Circuito                  | Giri  | Frank Biela           | Hans-Joachim Stuck  | Frank Jelinski      | Hubert Haupt           | Walter Röhrl      |
| ---------- | ------------------------- | ----- | --------------------- | ------------------- | ------------------- | ---------------------- | ----------------- |
| 31.03.1991 | Zolder (B)                | 24 24 | 15. posto 3. posto    | 9. posto 2. posto   | 17. posto 10. posto | 19. posto -            |                   |
| 14.04.1991 | Hockenheimring (D)        | 15 15 | 19. posto 3. posto    | 11. posto 26. posto | 12. posto 6. posto  | 26. posto -            |                   |
| 21.04.1991 | Nürburgring (D)           | 22 22 | 6. posto 7. posto     | 10. posto guasto    | 11. posto 8. posto  | 15. posto 11. posto    |                   |
| 05.05.1991 | AVUS (D)                  | 21 21 | 2. posto 1. posto     | 1. posto 2. posto   | 3. posto guasto     | 4. posto 3. posto      |                   |
| 09.06.1991 | Fliegerhorst Wunstorf (D) | 20 19 | 5. posto 4. posto     | 16. posto 11. posto | guasto guasto       | 10. posto guasto       |                   |
| 30.06.1991 | Norisring (D)             | 44 44 | 5. posto 11. posto    | 6. posto 1. posto   | 7. posto 5. posto   | 8. posto guasto        |                   |
| 04.08.1991 | Fliegerhorst Diepholz (D) | 37 38 | 4. posto 6. posto     | 1. posto 4. posto   | 21. posto guasto    | squalificato 16. posto |                   |
| 08.09.1991 | Nürburgring (D)           | 22 22 | 8. posto 11. posto    | 9. posto 16. posto  | guasto guasto       | guasto -               |                   |
| 15.09.1991 | Alemannenring (D)         | 36 36 | 1. posto squalificato | 3. posto 1. posto   | 4. posto 3. posto   | guasto -               |                   |
| 29.09.1991 | Hockenheimring (D)        | 13 15 | 1. posto 1. posto     | 14. posto 2. posto  | 2. posto 3. posto   |                        | 3. posto 4. posto |

### Campionato piloti
| Pl. | Pilota                      | Auto                      | Punti |
| --- | --------------------------- | ------------------------- | ----- |
| 1.  | Germania Frank Biela        | Audi V8 quattro DTM       | 174   |
| 2.  | Germania Klaus Ludwig       | Mercedes 190E 2.5-16 Evo2 | 166   |
| 3.  | Germania Hans-Joachim Stuck | Audi V8 quattro DTM       | 158   |
| 4.  | Venezuela Johnny Cecotto    | BMW M3 Sport Evolution    | 147   |
| 5.  | Regno Unito Steve Soper     | BMW M3 Sport Evolution    | 133   |
| 10. | Germania Frank Jelinski     | Audi V8 quattro DTM       | 83    |
| 15. | Germania Hubert Haupt       | Audi V8 quattro DTM       | 26    |
| 17. | Germania Walter Röhrl       | Audi V8 quattro DTM       | 22    |

## Stagione 1992
Per la stagione del 1992, i regolamenti furono modificati, e la V8 quattro DTM era la vettura più pesante. Per stare al passo con la concorrenza, l'Audi ha sviluppato un nuovo albero motore con offset a 180 ° anziché 90 ° nel V8 di produzione. Dato che un altro albero motore non era ammesso in base alle regole del Gruppo A, Audi ricorse ad uno stratagemma. Sostituì infatti il V8 originale con bancate dei cilindri a 90°, con una versione dotata di bancate a 180°. BMW presentò una protesta contro l'ONS, che aveva dichiarato le modifiche legali. Anche in seguito la Mercedes ha presentato una protesta contro il divario nei regolamenti. Anche nel secondo caso, le modifiche non sono state dichiarate illegali. Audi ha guidato con questo albero motore nei primi sei weekend di gara, ed è riuscita anche a realizzare una tripla vittoria al Nürburgring. A causa dell'alto peso, tuttavia, ci sono stati più danni agli pneumatici. Dopo il weekend di gara sul Nordschleife, la Corte d'Appello dell'ONS ha deciso che l'albero motore della Audi V8 quattro DTM non poteva essere ammesso. Come risultato di questa decisione, l'Audi si ritirò dal DTM con effetto immediato. La V8 quattro DTM non venne più utilizzata.

### Risultati
| Data       | Circuito                     | Giri  | Frank Biela               | Hans-Joachim Stuck | Frank Jelinski      | Hubert Haupt        |
| ---------- | ---------------------------- | ----- | ------------------------- | ------------------ | ------------------- | ------------------- |
| 05.04.1992 | Zolder (B)                   | 24 24 | 3. posto guasto           | guasto guasto      | 15 guasto           | 16 guasto           |
| 19.04.1992 | Nürburgring (D)              | 22 22 | 1. posto 18. posto        | 2. posto 12. posto | 3. posto 11. posto  | 12. posto 14. posto |
| 03.05.1992 | Fliegerhorst Wunstorf (D)    | 20 20 | squalificato squalificato | 11. posto guasto   | 12. posto 13. posto | 15. posto guasto    |
| 10.05.1992 | AVUS (D)                     | 38 38 | guasto 8. posto           | 6. posto guasto    | guasto -            | 10. posto guasto    |
| 24.05.1992 | Hockenheimring (D)           | 38 38 | 21. posto 14. posto       | 19. posto guasto   | guasto 12. posto    | guasto -            |
| 18.06.1992 | Nürburgring-Nordschleife (D) | 4 4   | 14. posto 15. posto       | 23. posto guasto   | guasto guasto       |                     |

### Campionato piloti
| Pl. | Pilota                      | Auto                       | Punti |
| --- | --------------------------- | -------------------------- | ----- |
| 1.  | Germania Klaus Ludwig       | Mercedes 190E 2.5-16 Evo2  | 228   |
| 2.  | Danimarca Kurt Thiim        | Mercedes 190E 2.5-16 Evo2  | 192   |
| 3.  | Germania Bernd Schneider    | Mercedes 190E 2.5-16 Evo2  | 191   |
| 4.  | Venezuela Johnny Cecotto    | BMW M3 Sport Evolution     | 185   |
| 5.  | Finlandia Keke Rosberg      | Mercedes 190E 2.5-16 Evo 2 | 133   |
| 15. | Germania Frank Biela        | Audi V8 quattro DTM        | 35    |
| 18. | Germania Hans-Joachim Stuck | Audi V8 quattro DTM        | 21    |
| 19. | Germania Frank Jelinski     | Audi V8 quattro DTM        | 12    |
| 23. | Germania Hubert Haupt       | Audi V8 quattro DTM        | 1     |